# Marie Goslich

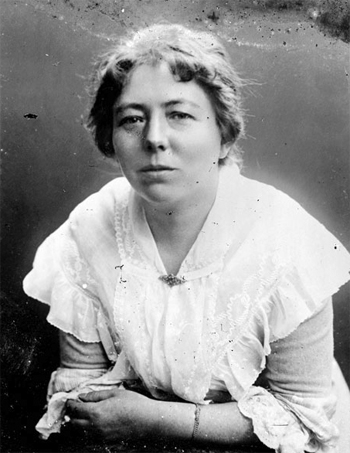
Marie Goslich

Marie Eva Elwine Goslich (* 24. Februar 1859 in Frankfurt (Oder); † 1938 vermutlich in Obrawalde bei Meseritz) war eine deutsche Fotografin, Schriftstellerin, Erzieherin und Malerin.

## Leben
Marie Goslich war die Tochter von Friedrich Julius Goslich, dem Appellationsgerichtsrat, der bis 1875 am Appellgerichtshof in Frankfurt (Oder) tätig war und seine Tochter sehr früh im Bewusstsein der sozialen Verantwortung erzog. In einem Leserbrief an die Zeitschrift Bodenreform (Herausgeber Adolf Damaschke von 1914), erinnert sie sich an ein Ereignis aus den 1870er Jahren: „… Tags zuvor erfuhr mein Vater von der Geburtstagseinladung. ‚Wo ist das Fest?‘ fragte er. – Bei dem P. vom Wilhelmsplatz? – Aber das ist unmöglich… der Mann kauft Grundstücke, nur um sie wieder zu verkaufen; es ist der reine Grundstückshandel. In ein solches Haus soll meine Tochter nicht gehen.“ Ihr Vater wurde am 18. Oktober 1807 in Berlin geboren und starb am 6. Mai 1875 in Frankfurt (Oder). Im Adressbuch von Frankfurt (Oder) aus dem Jahr 1855 ist die erste Eintragung: Friedrich Julius Goslich, Kreisgerichtsrat Breitestr. 3 und im Jahre 1857 Roßstr. 5. Im Jahre 1861 wird dem Namen die Berufsbezeichnung Appelationsgerichtsrat beigefügt und 1863 besitzt die Familie ein Haus in der Theaterstr. 1. Im Handbuch für den Königlich Preußischen Staat und Hof für das Jahr 1875 ist er als Appellationsgerichtsrat in Frankfurt (Oder) und als Träger des Roten Adlerordens 4. Klasse eingetragen. Die Mutter war Marie Rosalie Elwine Hesse, geboren am 6. Juni 1821 in Spandau, gestorben am 7. August 1865 in Frankfurt (Oder). Marie Goslich war die jüngste von vier Geschwistern. Ihre Schwester Elsbeth Valesca Goslich, * 24. Februar 1855 † 4. August 1923, war in Berlin als Lehrerin tätig und wohnte 1901 in Karlshorst, Dönhoffstraße 1, 1907 in Schöneberg, Akazienstraße 5.
Von 1865 bis 1875 besuchte Marie Goslich die Städtische Höhere Töchterschule, die spätere Augusta-Schule, in Frankfurt (Oder). Nach dem frühen Tod der Eltern lebte sie mit ihrer Schwester, Elsbeth Valesca, im Hause ihres Vormunds, dem Königlichen Amtsgerichtsrat Friedrich Wilhelm Tirpitz, einem Studienfreund ihres Vaters in Frankfurt (Oder), Halbe Stadt 11. 1877 kam sie zu der Familie Karbe auf das Rittergut Hertwigswaldau in Schlesien, um Haushaltsführung zu erlernen. In einem Pensionat in Dresden bekam sie Unterricht in Sprache, Musik und Schneiderei. 1882 ging sie für ein Jahr in die französischsprachige Schweiz, um ihre Französischkenntnisse zu vertiefen.
Marie Goslich war in Berlin als Erzieherin und Privatlehrerin für Französisch tätig. Sie wohnte in der so genannten Republik Lützow-Ufer, bei Laura Delbrück, der Mutter des Herausgebers der Preußischen Jahrbücher, dem Historiker Hans Delbrück, und bei Helene und Irene von Henning.
Von 1891 bis 1898 arbeitete sie als Sekretärin in der Redaktion des Verlages Preußische Jahrbücher, Charlottenburg, Knesebeckstr. 30. Nach ihrem Ausscheiden aus der Redaktion nahm sie ihre Tätigkeit als Lehrerin wieder auf und unterrichtete die Tochter des Oberstallmeisters Graf von Wedel. Ihre schriftstellerische und journalistische Tätigkeit gab sie aber nicht auf, wie ihre Veröffentlichungen in Berliner Tageszeitungen, wie der Vossischen Zeitung, anderen Illustrierten Zeitschriften und dem „Boten für die christliche Frauenwelt“ zeigen. In den Jahren 1907 bis 1910 war sie Redakteurin bei der Zeitschrift „Körperkultur“. Im Berliner Einwohner Verzeichnis ist sie als Frl. Schriftstellerin und Redakteurin von 1902 bis 1908 in Berlin W 57, Kurfürstenstraße 18 verzeichnet, 1909 wohnt sie in der Bülowstraße 59 und 1910 in Berlin W 62 in der Maaßenstraße 35.
Am 16. Februar 1910 heiratete sie in Berlin den Schriftsteller Karl Kuhls, den am 4. Februar 1862 in Wewern, Kreis Lasdohn/Livland, geborenen Sohn des Lehrers Karl Kuhls, Leiter der Schule in Riga und Königsberg und seiner Frau Emma, geb. Fröhlich aus Memel. Von diesem Zeitpunkt an veröffentlichte sie ihre Beiträge vorwiegend unter dem Namen Marie Kuhls oder Marie Kuhls-Goslich.
1911 zog das Ehepaar Kuhls-Goslich nach Potsdam in die Bismarckstraße 9, 1912 in die Albrechtstraße 3. In Potsdam wurde sie Mitglied der Redaktion der Zeitschrift „Bote für die christliche Frauenwelt“. Die Zeitschrift wurde von Pastor Hoppe, dem Gründer des Oberlinhauses, im Stiftungsverlag herausgegeben. Außerdem publizierte sie auch in „Die Mark“, einer illustrierten Zeitschrift für Touristik und Heimatkunde. 1916 bis 1920 war sie verantwortliche Schriftleiterin in dem „Boten für die deutsche Frauenwelt“, wie der „Bote für die christliche Frauenwelt“ seit 1913 hieß. Ab Juli 1918 war ihre Anschrift in Berlin die Potsdamer Straße 84A, später die Alte Königstr. 1. Nach der Scheidung von Karl Kuhls, dessen unehelichen Sohn Hans Kuhls (geb. 11. März 1915) sie adoptierte, zog sie nach Geltow, zuerst in das Gasthaus Baumgartenbrück der Familie Herrmann und dann in das Haus der Familie Rottstock in der Havelstraße 4. In dem Geltower Adressenverzeichnis ist sie zuletzt 1936/1937 als Marie Kuhls, Schriftstellerin, genannt.
Von 11. November 1937 bis zum 19. August 1938 war Marie Kuhls geb. Goslich in der Landesanstalt Brandenburg-Görden. Danach wurde sie in die Heil- und Pflegeanstalt Obrawalde überführt.
Dieser Lebenslauf wurde den Notizen und den auf Tonband aufgenommenen Erinnerungen von Lieselotte Herrmann (1909–1981), der Besitzerin des Gasthauses Baumgartenbrück in Geltow am Schwielowsee, entnommen, ergänzt mit Informationen aus den Briefen von Hans Kuhls, dem Adoptivsohn von Marie Goslich, an die Familie Herrmann und den bis dato gefundenen Zeitschriften, in denen ihre Publikationen auch mit Angabe von Wohnungsadressen veröffentlicht wurden.
Am 7. Mai 2012 wurde für Marie Goslich in ihrer Geburtsstadt Frankfurt (Oder) ein Stolperstein des Künstlers Gunter Demnig verlegt.

## Fotografische und journalistische Tätigkeit

### Fotografien
Die fotografische Tätigkeit von Marie Goslich wurde im Rahmen der Ausstellungen der Internationalen Photoszene der Photokina in Köln 2010 präsentiert.
410 Glasnegative (Format 13 × 18) wurden nach Marie Goslichs Tod von Frau Herrmann aufgehoben. Sie waren, nachdem sie so lange lagerten, in einem umständehalber schlechten Zustand. Sie sind nun mit einem Filmscanner, der auch Formate bis 20 × 30 cm zulässt, eingescannt worden. Die Negative sind anschließend museumsgerecht in säurefreies Papier gepackt worden und werden in sicheren und stabilen Kartons aufbewahrt.

### Soziale Themen
Ungewöhnlich für eine Frau, zumal aus ihrer Gesellschaftsschicht, vermittelt sie uns schon zu Beginn des 20. Jahrhunderts in ihren fotografischen und journalistischen Arbeiten ein Bild der Alltagskultur ihrer Zeit. Viele, auch ihrer ältesten Fotografien sind so gestaltet, dass man erkennen kann, dass sie vorwiegend als Illustrationen von Reportagen über soziale Missstände und gesellschaftliche Situationen aufgenommen worden sind. In ihren Artikeln wehrte sie sich gegen die Zerstörung der alten Infrastruktur in den Städten, nahm Stellung zu der Bodenreform und fotografierte in diesem Zusammenhang die Berliner Innenhöfe, Gassen und Straßen, in denen sich noch kleine märkische Häuser befanden. Auch Szenen von Gebäudeabrissen oder Umbauten alter Häuser (Schritt für Schritt) finden sich auf ihren Glasnegativen. Und die Kähne, Speicher, Brücken und die im Hafen arbeitenden Menschen zeigen wie Berlin aus dem Kahn gebaut wurde. Aufnahmen von spielenden oder bastelnden Kindern illustrieren Artikel, die einen Ausweg aus dem Übel der Mietskasernen suchen. Die Fotografien zu sozialen Themen während des Ersten Weltkrieges zeigen die Arbeit der „Berliner Frauenhülfe“ und zum Beispiel das Konstruieren einer Kochkiste.

### Genrefotografien
Ein besonderes Augenmerk richtete sie auf die Frauen und deren Arbeit auf dem Feld, im Garten und auf dem Hof. Auch arbeitende Fischer und deren Familien, Angler und Freizeitsportler wurden beim Ausüben ihrer Tätigkeiten fotografiert. Die Inszenierung der Bilder demonstriert die natürlichen Eigenschaften des Menschen in Bezug auf die Art seiner Bewegungsabläufe. Goslichs Konzept – das Innehalten des Objektes in einer Naturlandschaft – bewirkt, dass die Aufnahmen von Bettlern, dem Wandervolk am Straßenrand, ärmlichen Straßenverkäufern nicht die von uns erwartete Dramatik besitzen. Sie sind ein Bestandteil, eine Selbstverständlichkeit ihrer Zeit.

### Landschaften
Es sind märkische Landschaften: viel Wasser und Wald umrahmen die sandigen Wege, Segelboote und mit Städtern bevölkerte Strände sind deren Inhalt. Ein umfangreiches Bildmaterial illustriert den Abriss der alten und den Bau der neuen Baumgartenbrücke (Schwielowsee) oder zeigt Ereignisse rund um die Gaststätte Baumgartenbrück. Einige Aufnahmen zeigen Gartenanlagen in Berlin, die Umgebung vom Schwielowsee, Potsdam, Werder, Dahme an der Dahme, Küstrin und Lübbenau.

### Zeichnungen
Während der Kriegsjahre entwarf und zeichnete Goslich Kleider und Kostüme, die deutlich den Wandel der Mode in den Jahren 1912 bis 1920 zeigen und veröffentlicht diese in Beilagen Für die Arbeitsstube und Kleidung und Wäsche des Boten für die christliche Frauenwelt (später Bote für die deutsche Frauenwelt). Eine Zeichnung des Einganges zum Schloss in Petzow ist in Der Mark zu sehen und den Aufsatz Der Eislauf illustriert sie mit schwungvollen Läufern.

### Journalismus
Ihre Veröffentlichungen sind zu finden unter Marie Goslich (M.G.) und auch unter dem Namen Marie Kuhls (M.K.) oder Marie Kuhls-Goslich in:
- „Preußische Jahrbücher“. Verlag von Georg Stilke, Berlin 1898, 1899
- „Deutsch Volksstimme“ Herausgeber Adolf Damaschke, 1902
- „Die Zeit“, Verlag der Hilfe, Berlin Schöneberg, 1903
- Theaterverlag Eduard Bloch, Berlin 1906
- „Die Woche“, A. Scherl Verlag, Berlin 1906, 1907
- „Deutsche Landwirtschaftliche Presse“ 1906
- „Vossische Zeitung. Königlich privilegierte Berlinische Zeitung von Staats- und gelehrten Sachen“. Im Verlage Vossischer Erben, 1912
- „Körperkultur. Illustrierte Monatsschrift für körperliche Vervollkommnung“. Verlagsgesellschaft Corania m.b.H., Berlin 1908, 1909, 1910
- „Der Bote für die christliche Frauenwelt“. Stiftungsverlag Oberlinhaus, Potsdam 1905,
- „Der Bote für die deutsche Frauenwelt“. Stiftungsverlag Oberlinhaus, Potsdam 1915, 1916, 1917, 1918, 1919, 1920, 1925, 1926
- „Die Mark. Illustrierte Wochenschrift für Touristik und Heimatkunde“. Alexius Kießling, Buch und Landkarten Verlag, Berlin 1907, 1907/08, 1908/09, 1913, 1914, 1927

### Wichtige journalistische Beiträge
In den Preußische Jahrbücher 1899 veröffentlichte sie Briefe von Johanna Kinkel, der Komponistin und Musikpädagogin und ersten Gattin des Dichters Gottfried Kinkel. Dank dieser Veröffentlichung wurden die persönlichen Erfahrungen von Johanna Kinkel mit den gesellschaftlichen Folgen der revolutionären Jahre um 1848 überliefert. Der älteste, reich illustrierte Bericht ist eine dreiteilige Reportage über den Spreewald, den sie für die Zeitschrift Bote für die christliche Frauenwelt 1905 geschrieben hatte.
Ihren kritischen Stil bewies sie in dem Artikel Tuskulum und Assessorenfabrik, den sie in der Vossischen Zeitung 1912 veröffentlichte. In diesem hob sie das intellektuelle Geschehen in Geltow – das Wirken des Freiherrn Hartwig von Meusebach – hervor. Darüber hinaus kritisierte sie die Berichte von Theodor Fontane, in denen er die „Assessorenfabrik von Baumgartenbrück“ in Misskredit bringt.
Im Artikel „Grazie“ (in „Körperkultur “1910) machte sie sich Gedanken über die Grazie und die Anmut. In „Vanity fair“ (in „Körperkultur“ 1910) stellte sie den „eleganten Damen“ das Elend der Heimarbeiterinnen gegenüber. Bemerkenswert sind ihre negativen Aussagen in Bezug auf die Bodenreform und den Immobilienhandel, der die Infrastruktur der Städte dramatisch veränderte. Zitiert sind diese aus „Heimatschutz und Bodenreform“ (in „Die Mark“ 1914), „Industrie am Havelufer“ (in „Die Mark “1907) und „Was kann der Hauswirt für die Körperkultur seiner Mieter tun?“ (in „Körperkultur“ 1910). Auch für den Umweltschutz setzte sie sich ein in: „Ein Kampf um die Erhaltung unserer Seen“ (in „Die Mark “/ Die Natur in der Mark, 1913).
In den weiteren Publikationen, die Goslich in der Zeitschrift „Körperkultur“ veröffentlichte, wies sie auch auf die Notwendigkeit des Sportes als Ausgleich für das ungesunde Leben in der Stadt hin. Oft sind ihre Artikel illustriert mit süffisanten Szenen der Sport treibenden Städter. In den Jahren des Ersten Weltkrieges wurde der Stil der Schreibenden patriotischer und vermittelte zunehmend die Durchhalteparolen für die vielen allein gebliebenen Frauen.

## Ausstellungen
- Marie Goslich – Pionierin des modernen Fotojournalismus: Schönbuchmuseum Dettenhausen, 2. August – 20. September 2015 (Kooperation mit dem Institut für Medienwissenschaft der Universität Tübingen)